# Une fois dans la vie
Pour plus de détails, voir Fiche technique et Distribution.
Une fois dans la vie est un film français de Max de Vaucorbeil sorti en 1934.

## Synopsis
Deux hommes doivent aller déposer pour leur employeur une forte somme d'argent à la banque. L'un d'entre eux tire par accident dans le taxi qui les emmène et est arrêté tandis que l'autre  (Léon Saval) continue le trajet. En prenant un second taxi, il fait connaissance avec une jeune fille (Lili) qui se rendait également à la banque où ils arrivent après la fermeture. Léon Saval, pas rassuré de devoir garder une somme aussi importante jusqu'au lundi, finit par décider de prendre une chambre dans un hôtel chic.

## Fiche technique
- Titre alternatif : Une seule fois dans la vie[1]
- Autre tire : La Ronde aux millions
- Réalisation : Max de Vaucorbeil
- Scénario : Hans Rameau, Max Neufeld
- Dialogue : Jean Alley
- Photographie : Harry Stradling Sr.
- Musique : Allan Gray, Louis Poterat
- Sociétés de production : Ciné-Soleil et Compagnie Cinématographique Continentale
- Pays :  France
- Format : Noir et blanc - Son mono
- Genre : Comédie
- Durée : 88 minutes
- Date de sortie : 
  - France : 16 mars 1934